# Râul Blidul Popii
Râul Blidul Popii este un afluent al râului Fântâneaua Rece. 

## Hărți
- Harta județul Timiș